# Marinho Peres
Marinho Peres, uváděný i jako Mario Marinho, celým jménem Mario Peres Ulibarri (19. března 1947 Sorocaba – 18. září 2023 Sorocaba), byl brazilský fotbalista, střední obránce. Po skončení aktivní kariéry působil jako trenér.

## Fotbalová kariéra
Profesionálně hrál postupně v brazilských klubech Esporte Clube São Bento, Portuguesa a Santos FC. Po Mistrovství světa ve fotbale 1974 přestoupil do FC Barcelona. Po návratu do Brazílie hrál za International Porto Alegre, Palmeiras, Galícia Esporte Clube a America Football Club. S Internationalem Porto Alegre získal v roce 1976 mistrovský titul. V Poháru mistrů evropských zemí nastoupil ve 4 utkáních a dal 1 gól a v Poháru UEFA nastoupil v 1 utkání. V jihoamerickém Poháru osvoboditelů nastoupil ve 14 utkáních a dal 1 gól. Za brazilskou fotbalovou reprezentaci nastoupil v letech 1968–1974 v 15 reprezentačních utkáních a dal 1 gól. Byl členem brazilské reprezentace na Mistrovství světa ve fotbale 1974 v Německu, nastoupil ve všech 7 utkáních.

## Ligová bilance
| Ročník                             | Zápasy | Góly | Klub                       |
| ---------------------------------- | ------ | ---- | -------------------------- |
| Campeonato Brasileiro Série A 1971 | 12     | 1    | Portuguesa                 |
| Campeonato Brasileiro Série A 1972 | -      | -    | Portuguesa                 |
| Campeonato Brasileiro Série A 1972 | 1      | 0    | Santos FC                  |
| Campeonato Brasileiro Série A 1973 | 15     | 1    | Santos FC                  |
| Campeonato Brasileiro Série A 1974 | 2      | 0    | Santos FC                  |
| Primera División 1974/1975         | 17     | 3    | FC Barcelona               |
| Primera División 1975/1976         | 3      | 0    | FC Barcelona               |
| Campeonato Brasileiro Série A 1976 | 22     | 0    | International Porto Alegre |
| Campeonato Brasileiro Série A 1977 | -      | -    | International Porto Alegre |
| Campeonato Brasileiro Série A 1977 | 13     | 0    | Palmeiras                  |
| Campeonato Brasileiro Série A 1978 | 7      | 0    | Palmeiras                  |
| Campeonato Brasileiro Série A 1979 | -      | -    | Palmeiras                  |
| Campeonato Brasileiro Série A 1980 | 11     | 0    | America Football Club      |
| CELKEM Primera División            | 20     | 3    |                            |